# Tre giorni d’anarchia
Tre giorni d’anarchia (dt.: Drei Tage Anarchie) ist ein italienischer Kinofilm aus dem Jahr 2005 im Genre Drama.

## Handlung
Der Film spielt kurz nach der Landung der alliierten Truppen auf Sizilien am 10. Juli 1943. Als ein kleines Dorf von der Nachricht hört, steht man zunächst unter Schock. Die Faschisten haben das Dorf verlassen und von den Alliierten ist noch nichts zu sehen, woraus sich eine Zeit des Machtvakuum ergibt, eine Chance für eine Utopie. Die Dorfbewohner schmieden Pläne, über ein Leben ohne Armee und Krieg, in Freiheit und Frieden.
Hauptcharakter ist der intellektuelle Giuseppe, der gerade frisch seinen Abschluss gemacht hat und trotz seines jungen Alters bereits von einem Teil der Dorfgemeinschaft als Anführer angesehen wird. Die kleine Dorfgemeinschaft ist sehr divers und teilt sich auf in Hausbesitzer und Farmer, Kommunisten und Katholiken, der Mafia und Menschen, die Mussolini nachtrauern – und jede Gruppe hat ihre eigenen Ideen und Vorstellungen, die Giuseppe vorgetragen werden. Doch Giuseppe möchte nach dem Abschluss eigentlich sein Leben genießen und die Liebe. Die verführerische Anne und die leidenschaftliche Pina haben es ihm angetan, doch wer erobert sein Herz?

## Hintergrund
Quelle:
- Kinostart in Italien war der 12. Mai 2006
- Das Filmbudget soll bei 1 Mio. Euro gelegen haben; das weltweite Einspielergebnis lag bei 40.883 US-Dollar
- Drehorte waren Enna und Ragusa auf Sizilien

## Nominierung
- Tokyo International Film Festival (2005): Vito Zagarrio